# Thyris usitata
Espèce
Thyris usitata est une espèce de lépidoptères (papillons) de la famille des Thyrididae. Il se rencontre au Japon et en Russie.
L'imago est de petite taille, il se caractérise par des lucarnes alaires translucides.